# Polychaos dubium
Espèce
Classification NCBI
Polychaos dubium, autrefois connu sous le nom Amoeba dubia, est une espèce d'amibe microscopique qui se distingue par la taille de son génome qui serait le plus grand du monde vivant connu avec 675 milliard de paires de bases,. Cette affirmation est cependant contestée dans des études plus récentes en raison de la méthodologie ancienne utilisée pour déterminer cette taille.
Si cette affirmation était avérée, cela ne voudrait pas non plus dire qu'il s'agit de l'organisme le plus complexe : c'est le paradoxe de la valeur C.
Comme toutes les amibes, cette espèce peut se déplacer ou explorer son environnement en créant des pseudopodes.
Au microscope, on observe de nombreuses inclusions de forme géométriques (cubiques, pyramidales...).